# Savio Macchine Tessili
Die Savio Macchine Tessili S.p.A. ist ein internationaler Hersteller von Textilmaschinen mit Sitz in Pordenone in Friaul-Julisch Venetien. Das Unternehmen ist auf den Technologiefeldern Spulen, Zwirnen und Rotorspinnen aktiv.
Savio Macchine Tessili besitzt Tochterfirmen in der Schweiz (Loepfe Brothers Ltd), Belgien (BMS Vision), Indien (Savio India Ltd.), China (Savio Shandong Textile Machinery Co.,Ltd.) und Tschechien (Saviotechnics s.r.o.).

## Geschichte
Marcello Savio gründete 1911 das Unternehmen Savio Macchine Tessili. 1998 wurde es von der Radici Group übernommen. Im November 2011 übernahm die Alpha Group 100 % der Anteile an Savio Macchine Tessili S.p.A. von der Itema Holding.
Seit der Erfindung der „CSr“-Maschine im Jahre 1954 machen automatische Spulmaschinen 85–90 % des Umsatzes aus.

## Tochterfirmen
- Loepfe Brothers Ltd (Schweiz)[6]
- BMS Vision (Belgien)[7]
- Savio India Ltd. (Indien)[8]
- Savio Shandong Textile Machinery Co.,Ltd. (China)[9]
- Saviotechnics s.r.o. (Tschechien)[10]